# Прибытково (Липецкая область)
Прибы́тково — железнодорожная станция Телелюйского сельсовета Грязинского района Липецкой области.

## Население
| 2010 | 2013 |
| ---- | ---- |
| 37   | ↗45  |